# Roboré (gemeente)
Roboré is een gemeente (municipio) in de Boliviaanse provincie Chiquitos in het departement Santa Cruz. De gemeente telt naar schatting 16.489 inwoners (2018). De hoofdplaats is Roboré.